# Moritz Karl August Axt
Moritz Karl August Axt (* 7. August 1801 in Naderkau; † 20. Juli 1862 in Kreuznach) war ein deutscher Altphilologe und Gymnasiallehrer. 

## Leben
Karl August Axt war der Sohn des königlichen Revierförsters August Axt und ein Enkel des königlich-sächsischen Kreisamtshofrates Gottfried Konrad Axt. Nachdem er durch Hauslehrer in seiner Bildung vorbereitet worden war, besuchte Axt ab 1814 das Lyceum in Wittenberg, welches unter der Leitung von Franz Spitzner stand. Mit diesem wechselte er 1820 an das Gymnasium in Erfurt, wo er am 29. September 1821 sein Abitur ablegte. Im selben Jahr begann er an der Universität Halle ein Studium der Philologie. In Halle wurden Karl Christian Reisig, August Seidler, Christian Gottfried Schütz, Jacobs und August Hermann Niemeyer seine prägenden Lehrer. 
Nachdem er 1825 den Dr. phil. erworben hatte, wurde Axt Oberlehrer am Gymnasium in Cleve und wechselte 1834 als 1. Oberlehrer an das Gymnasium in Wetzlar. Im April 1837 wurde ihm per königlichem Beschluss der Titel eines Professors verliehen und 1840 wurde er Rektor der Schule. Am 4. April 1842 wechselte er als Rektor des Gymnasiums nach Kreuznach, welche Aufgabe er mit der Antrittsrede Commentationum philologarum particula altera übernahm. Diese Aufgabe versah er bis zum 15. Juni 1862, weil er sich aufgrund gesundheitlicher Schwierigkeiten nicht mehr in der Lage sah, die ihm übertragene Aufgabe zu erfüllen. Nachdem er vier Wochen lang auf dem Krankenlager zugebracht hatte, verstarb er. Am 24. Juli 1862 wurde sein Leichnam unter großer Anteilnahme beigesetzt.

## Veröffentlichungen
- Quindecim esse in Euripidis supplicibus esse chori personas, domonstratur. Cleve 1826
- Commentatio de Manethone Astrologo Colon. Ad Rhen. Köln 1828
- Leontii carminis Hermesianactei fragmentum emend. Et latin. Versib. Express etc. Köln 1828
- Unterhaltungen für die gebildete Jugend aus dem klassischen Altertum. Essen 1829–1830
- Commentatio critica in Trachiniarum Sophocleae prologum. Cleve 1830
- Manethonis Apotelesmaticorum libr. VI. Recogn. Colon ad Rhen. Köln 1832 (Online)
- Das Wort. Eine Rede. Wetzlar 1834
- Astrologie von Manetho. Übersetzt und erläutert. Wetzlar 1835
- Licht und Finsterniß. Cleve und Leipzig 1838
- Über den Zustand der heutigen Gymnasien. Wetzlar 1838 (Online)
- Replik an Herrn Dr. G. Th. Bekker. Wetzlar 1839
- Das Gymnasium und die Realschule. Darmstadt 1840.
- Vestritii Spurinnae lyricae reliquiae. Ad auspicanda Gymnasii Regii Wetzlariensis examina anniversaria recognovit in germanicum convertit et cum annotationibus superiorum interpretum quibus suas adiecit. Frankfurt/M., Sauerländer 1840
- Commentationum philologarum. Part. Prima. Giessen 1841
- Das Ziel der Gymnasialbildung. Eine Rede. Wetzlar 1841 (Online)
- Abschiedswort, gesprochen in der Aula des Gymnasiums zu Wetzlar. Wetzlar 1842
- Commentationum philologarum. Part. altera. Giessen 1842
- Grund und Ziel der Wissenschaft. Rede. Kreuznach 1842
- Solennia quibus die IV. aprilis hora X. in aula Gymnasii Regii Crucenacensis directoris munus auspicaturus est. Gießen : Heyer, 1842 Digitalisat
- Abiturienten-Entlassungsrede, gesprochen Michaelis 1843. Kreuznach 1844
- Zur Erklärung und Kritik der Horazischen Oden. Kreuznach 1846, (Online)
- Die Religion. Entlassungsrede an die Abiturienten im Jahre 1846. Kreuznach 1850
- Inscriptiones duae Graecae. Kreuznach 1855
- Coniectanae Hoimerica. Kreuznach 1860 (Online)
- Die heilige Schrift, das Buch der Bücher auch in kultur-historischer, allgemein wissenschaftlicher Hinsicht. Kreuznach 1862